# Траунгауер (дворянский род)
Траунгауер (нем. Traungauer) — австрийский дворянский род.

## История
Фон Траунгауеры вели своё происхождение от боковой ветви графского рода Отакар (Оттокар). Имя династии происходит от названия региона Траунгау в районе   современного австрийского города Траун. Родовым гнездом семьи фон Траунгау был горный регион Кимгау. 
Представители семьи (также известные как фон Траунгау) быстро возвысились. Дворяне из рода фон Траунгауер владели титулами маркграфов и герцогов. В основном они правили территориями герцогства Штирии с 1056 до 1192 год. 
До 1180 года эти владения имели статус графства. Затем стали герцогством. Причём территория Штирии продолжала расширяться вплоть до 1918 года, до распада Австро-Венгерской империи и образования республики Австрия. Ныне регион входит в состав федеральной земли Штирия. 
Герцоги Траунгау считаются одними из основателей нынешней Австрии.

## Известные представители рода
К самым известным представителям рода фон Траунгауер относят:
- Отакар (или Оттокар I) (правил с 1056 — † 1075) — маркграф Карантанской марки
- Адалберо Грубый (правил с 1075 — † 1082) — сын Отакара I, маркграф Карантанской марки
- Отакар II (правил с 1082 — † 1122) — младший сын Отакара I, маркграф, первый правитель независимой Штирии
- Леопольд I Сильный (правил с 1122 — † 1129) — сын Отакара II, маркграф Штирии
- Отакар III (правил с 1129 — † 1164) — сын Леопольда I, маркграф Штирии
- Отакар IV (правил с 1163 — † 1192)  — сын Отакара III; с 1180 года носил титул герцога. Оказался последним представителем семейства фон Траунгау. Не имея наследников мужского пола, подписал Санкт-Георгенбергский договор, согласно которому все земли рода Траунагу переходили под власть герцога Леопольда V, принадлежавшего к Бабенбергскому дому[1].

## Родовой герб
На гербе рода фон Траунгауер изображена так называемая белая пантера (символический зверь в геральдике). Со времени этот знак (в виде зелёной штирийской пантеры) стал гербом Штирии и города Штайр. Кроме того, пантера попала на герб муниципалитетов Энс и Мёдлинг. А на гербе города грай голову белой пантеры венчает золотая корона. На городском гербе общины Кайнбах-бай-Грац белая пантера соседствует со стилизованным изображением льва.